# Puntous
Puntous é uma comuna francesa na região administrativa de Occitânia, no departamento dos Altos Pirenéus. Estende-se por uma área de 8,85 km². Em 2010 a comuna tinha 177 habitantes (densidade: 20 hab./km²).